# Styrbjörn le Fort
Styrbjörn le Fort, (en vieux norrois : Styrbjörn Sterki) (mort vers 985), serait le fils du roi Olof II de Suède et le neveu d'Éric VI de Suède qui le tua à la bataille de Fyrisvellir à proximité d'Uppsala. L'existence réelle du personnage de Styrbjörn le Fort est sujet à caution, bien qu'il soit cité dans de nombreuses sagas et poèmes scaldiques. Il fut un des chefs de l'ordre des Jomsvikings.

## Parenté
Les liens de parenté entre le roi Olof Björnsson, qui serait le père de Styrbjörn le Fort relèveraient du mythe.
Les historiens débattent encore de l’exactitude des récits concernant les Jomsvikings. Certains soutiennent que l’ordre est uniquement légendaire. Le site de leur forteresse n’a jamais été localisé de manière certaine, il est donc difficile de confirmer la véracité de leurs exploits.

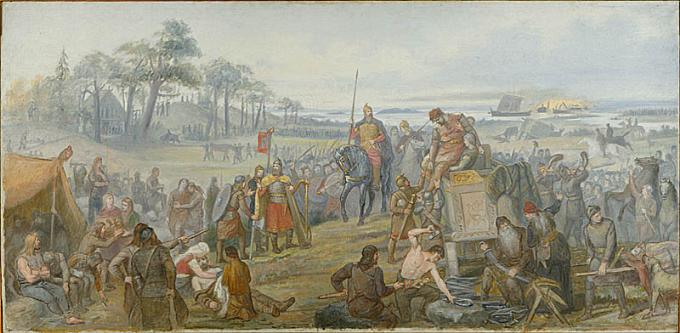
Après la Bataille de Fýrisvellir, par Mårten Eskil Winge (1888).

## Les sagas et Styrbjörn
Les textes suivants mentionnent ce personnage à la fois réel et légendaire. 
- Styrbjarnar þáttr Svíakappa ;
- Saga Eyrbyggja ;
- Saxo Grammaticus dans sa Gesta Danorum (Volume 10) ;
- Knýtlinga saga ;
- Saga de Hervor et du roi Heidrekr ;
- Heimskringla (plusieurs fois) ;
- Yngvars saga víðförla.

## L'ordre des Jomsvikings
Il existe pourtant différents récits sur les origines de leur ordre. La Gesta Danorum (livre 10) raconte qu’une colonie appelée Julinum fut conquise par le roi du Danemark, Harald à la dent bleue (banni par son fils Svein à la barbe fourchue), qui la donna au prince suédois Styrbjörn le Fort. Harald ensuite lui procura une puissante force avec laquelle Styrbjörn terrorisa les mers. La Knýtlinga saga rapporte aussi que Harald est le fondateur des Jomsvikings, mais l’histoire de Styrbjörn ne conte rien à ce sujet. La Jómsvíkinga saga dit que l’emplacement fut fondé par Palnatoke, qui l’avait reçu du mythique chef wende, Burislav.
Le Styrbjarnar þáttr Svíakappa et l’Eyrbyggja saga s’accordent avec les versions précédentes, faisant de Styrbjörn le Fort, l’homme qui prit la tête des Jomsvikings quand ils s’établirent. Le Styrbjarnar þáttr Svíakappa raconte aussi que parmi les hommes du Nord, il y avait des hommes des terres de l’Est, suggérant que ce fut une installation faite par un brassage ethnique. En effet un récit indique que la garnison était constituée principalement de Wendes commandés par des Danes. Ainsi, à la Bataille de Svolder, sur onze bateaux, un avait un équipage de Wendes.
S’ajoutent aux débats les questions de la taille du site. Jomsborg, dans plusieurs sources, est supposé avoir amarré de 30 à 300 bateaux dans sa baie, avec des chefs vikings comme Palnatoke, Styrbjörn le Fort, Sven Ier de Danemark, Sigvaldi Strut-Haraldsson, Thorkell le Grand, et Hemeng. L’entrée de la baie était protégée par une tour sur une voûte de pierre, fermée par des portes d’acier.
La Gesta Danorum (livre 10), le Styrbjarnar þáttr Svíakappa et l’Eyrbyggja saga affirment que vers 980, le prince suédois exilé Styrbjörn le Fort fut responsable d’une défaite écrasante des Jomsvikings, alors qu’il tentait de récupérer la couronne de Suède par la force. Il s’agit du combat contre l’oncle de Styrbjörn, Éric VI de Suède, à la bataille de  Fýrisvellir, à Uppsala, en 984 ou 985. On explique que la défaite des Jomsvikings fut causée par un pacte qu’Éric aurait fait avec Odin. Trois pierres runiques, celle de Högby (Asmund le brave champion tomba à Fyrisvellir), DR 295 (Il ne s’enfuit pas à Uppsala) et DR 279 (Il ne s’enfuit pas à Uppsala, mais combattit aussi longtemps qu’il lui restait des armes), de cette époque relatent les morts héroïques à Uppsala, de probablement trois Jomsvikings. Cette bataille est aussi commémorée dans un poème, par le scalde islandais Þórvaldr Hjaltason, qui participa à la bataille du côté suédois.

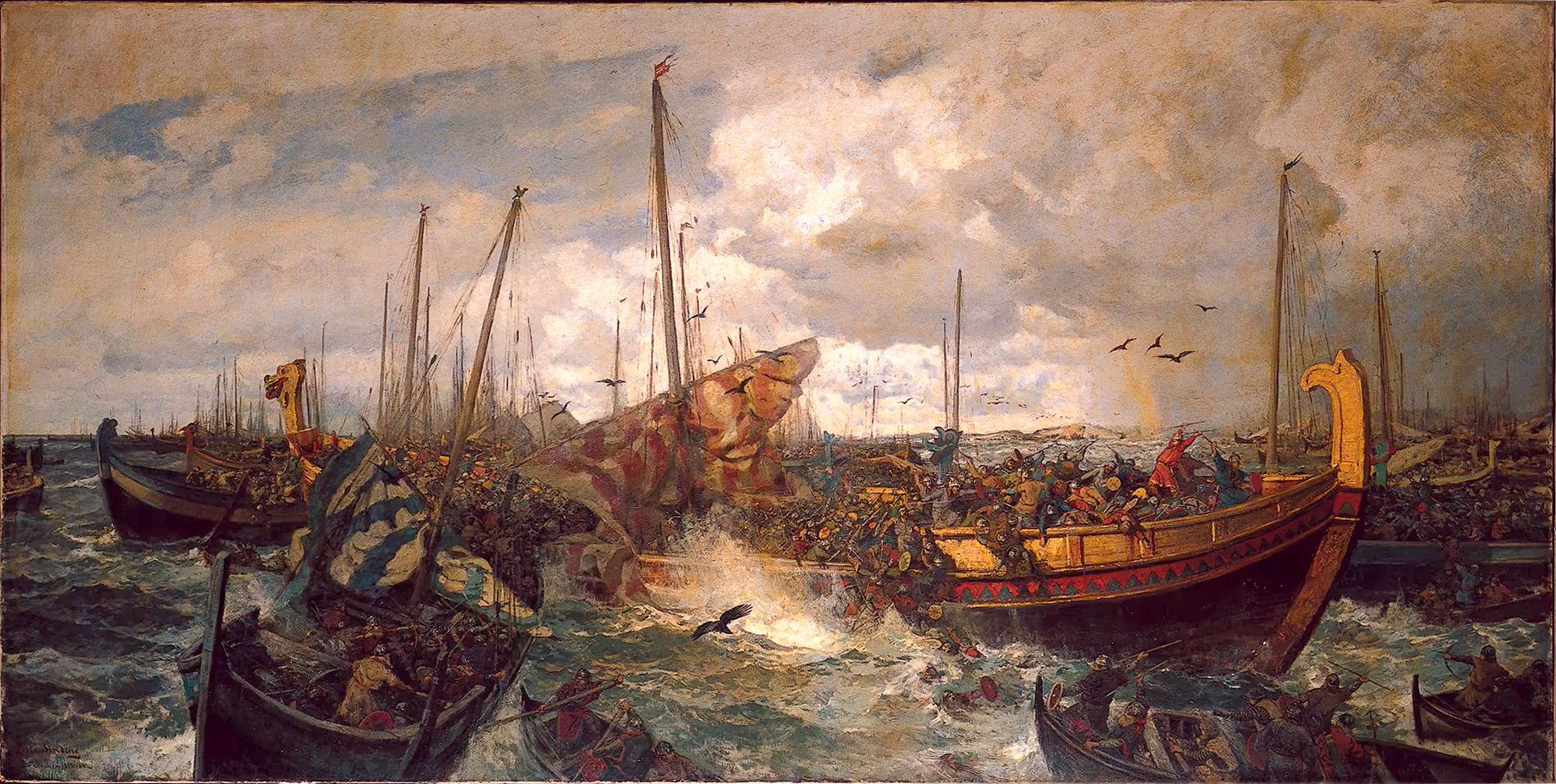
La bataille de Svolder par Otto Sinding.

La Jómsvíkinga saga raconte qu’en 986, ils attaquèrent le jarl Håkon Sigurdsson en Norvège et furent battus à la bataille de Hjörungavágr. La Jómsvíkinga saga finit par une brève explication des conséquences de la bataille, et, en fait, situe le début de la fin des Jomsvikings à la date de cette bataille.
Après ces deux défaites décisives, la force de l’ordre décrut, mais la saga d'Olaf Tryggvason raconte que les Jomsvikings eurent un rôle décisif (et perfide) dans la bataille de Svolder en 1000. À Svolder, une force Jomsvikings dirigée par Sigvaldi Strut-Haraldsson trahit le roi Olaf de Norvège et rejoignit les forces de ses ennemis afin de détruire sa flotte. Cet acte de traîtrise a pu avoir été mené dans l’intention de combattre la christianisation de la Scandinavie dont le roi Olaf se voulait le héraut. Pourtant, le roi danois qui s’empara du trône de Norvège une fois la bataille navale terminée, fut Svein à la barbe fourchue qui était officiellement chrétien (au moins pour la forme). Son père Harald et lui-même avaient en effet été baptisés en 965.